# UFC Fight Night: Henderson vs. Thatch
UFC Fight Night: Henderson vs. Thatch foi um evento de artes marciais mistas promovido pelo Ultimate Fighting Championship, ocorrido em 14 de fevereiro de 2015 no 1st Bank Center em Broomfield, Colorado.

## Background
A luta principal do evento seria a luta entre os meio médios Matt Brown e Tarec Saffiedine. No entanto, em 1 de Janeiro de 2015 foi anunciado que Saffiedine teria que se retirar da luta com uma lesão. Sem achar um adversário pro evento, o Ultimate resolveu remanejar Matt Brown para o UFC 185 em Dallas, para enfrentar o ex-campeão Johny Hendricks no UFC 185. A luta principal em Broomfield passou a ser entre as promessas Brandon Thatch e Stephen Thompson. Mas depois de uma lesão de Thompson, o Ultimate escalou o ex-campeão dos pesos-leves, Benson Henderson para ser o protagonista da noite contra Thatch.

## Bônus da noite
- Luta da Noite:  Benson Henderson vs.  Brandon Thatch
- Performance da Noite:  Ray Borg e  Neil Magny